# Jamming Festival
El Jamming Festival era un festival de música que se realizaba cada año en Colombia.

## Historia
Creado en el 2012, el Jamming Festival se ha caracterizado por convocar a artistas de fama internacional como Gondwana, Cultura Profética, Zona Ganjah, Shaggy, Los Aldeanos, Los Cafres, Residente, Caifanes y Café Tacuba. 
Inicialmente dirigido a seguidores de la música reggae y los ritmos afro, el festival logró reunir más de diez mil personas en sus dos primeras ediciones en la ciudad de Bogotá.
La ediciones de los años 2018 y 2021 se realizaron en el municipio de Ricaurte (Cundinamarca), mientras que la edición de 2020 fue cancelada debido a la pandemia de covid-19.
La edición de 2022 iba a llevarse a cabo en la ciudad de Ibagué (Tolima) en el Centro Recreacional Playa Hawai, sin embargo los organizadores cancelaron el evento alegando motivos de fuerza mayor el 19 de marzo de ese mismo año. Tras la cancelación del evento, Alejandro Casallas, organizador del evento es investigado por la fiscalía por una estafa que supera los 50.000 millones de pesos al igual que su familia, y el dinero de las 150.000 boletas esta desaparecido, siendo estafados por el señor casallas y su familia, los emprendedores y asistentes al evento.

## Artistas por año
| JAMMING FESTIVAL 2022 (CANCELADO) | JAMMING FESTIVAL 2022 (CANCELADO) | JAMMING FESTIVAL 2022 (CANCELADO) | JAMMING FESTIVAL 2022 (CANCELADO) | JAMMING FESTIVAL 2022 (CANCELADO) | JAMMING FESTIVAL 2022 (CANCELADO) | JAMMING FESTIVAL 2022 (CANCELADO)  | JAMMING FESTIVAL 2022 (CANCELADO) | JAMMING FESTIVAL 2022 (CANCELADO) | JAMMING FESTIVAL 2022 (CANCELADO) | JAMMING FESTIVAL 2022 (CANCELADO) | JAMMING FESTIVAL 2022 (CANCELADO) |
| --------------------------------- | --------------------------------- | --------------------------------- | --------------------------------- | --------------------------------- | --------------------------------- | ---------------------------------- | --------------------------------- | --------------------------------- | --------------------------------- | --------------------------------- | --------------------------------- |
| Apache                            | Brokix                            | Delic                             | El Gran Latido                    | Happy Bebe                        | Jay Da Polemic                    | Kwa                                | Los Caballeros del Canto          | Sampling Dub                      | Alika                             | Bersuit Vergarabat                | Damas Gratis                      |
| Enanitos Verdes                   | Fidel Nadal                       | La Mosca Tsé-Tsé                  | Los Auténticos Decadentes         | Los Cafres                        | Los Caligaris                     | Los Calzones Rotos                 | Los Pericos                       | Lumumba                           | Miguel Mateos                     | Rata Blanca                       | Sobredosis de Soda                |
| Todos Tus Muertos                 | Vicentico                         | Vilma Palma e Vampiros            | Gondwana                          | Los Prisioneros                   | Los Tres                          | Movimiento Original                | Shamanes                          | Zona Ganjah                       | Ácido Pantera                     | Aterciopelados                    | Blessd                            |
| ChocQuibTown                      | Colectivo Dj Casa Babylon         | De bruces a mí                    | Diego a la Voz                    | Entorchados                       | Feid                              | Francy: Cantante de Música Popular | Grupo Niche                       | Herencia de Timbiquí              | Jeipy                             | John Alex Castaño                 | John de la Torre                  |
| Kraken                            | La Sonora de los 100 Fuegos       | La 33                             | Los Hermanos Casallas             | Los Petit Fellas                  | Manuel Medrano                    | Mauro Castillo                     | Monsieur Periné                   | Orquesta Guayacán                 | Osijah                            | Piso 21                           | Providencia                       |
| Ryan Castro                       | Silvestre Dangond                 | Systema Solar                     | Yeison Jiménez                    | Al2 El Aldeano                    | Orishas                           | Green Valley                       | Los Toreros Muertos               | Mala Rodríguez                    | Morodo                            | Nach                              | Ska-P                             |
| Swan Fyahbwoy                     | Black Eyed Peas                   | Delinquent Habits                 | Maelo Ruiz                        | Magic Juan                        | Dub Inc                           | Mad Professor                      | Alborosie                         | Mellow Mood                       | Paolo Baldini                     | Channel One Sound System          | Chin Ching Ching                  |
| Damian Marley                     | Demarco                           | Etana                             | Jah Cure                          | Ky-Mani Marley                    | Michael Rose                      | RDX                                | Sean Paul                         | Shaggy                            | T.O.K.                            | Caifanes                          | El Gran Silencio                  |
| Inspector                         | Los Tigres del Norte              | Maldita Vecindad                  | Molotov                           | Panteón Rococó                    | Afro Bros                         | Dj Chiqui Dubs                     | Cultura Profética                 | Don Omar                          | El Gran Combo de Puerto Rico      | Farruko                           | Ñejo                              |
| Richie Ray y Bobby Cruz           | Zion & Lennox                     | Blaiz Fayah                       | UB40                              | Eddy Herrera                      | Rikarena                          | Sergio Vargas                      | Vicente García                    | Wilfrido Vargas                   | Desorden Público                  | Gabylonia                         | King Changó                       |
| Los Amigos Invisibles             | Rawayana                          |                                   |                                   |                                   |                                   |                                    |                                   |                                   |                                   |                                   |                                   |

| JAMMING FESTIVAL 2021 (APLAZADO) | JAMMING FESTIVAL 2021 (APLAZADO) | JAMMING FESTIVAL 2021 (APLAZADO) | JAMMING FESTIVAL 2021 (APLAZADO) | JAMMING FESTIVAL 2021 (APLAZADO) | JAMMING FESTIVAL 2021 (APLAZADO) | JAMMING FESTIVAL 2021 (APLAZADO) | JAMMING FESTIVAL 2021 (APLAZADO) | JAMMING FESTIVAL 2021 (APLAZADO) | JAMMING FESTIVAL 2021 (APLAZADO) | JAMMING FESTIVAL 2021 (APLAZADO) | JAMMING FESTIVAL 2021 (APLAZADO) |
| -------------------------------- | -------------------------------- | -------------------------------- | -------------------------------- | -------------------------------- | -------------------------------- | -------------------------------- | -------------------------------- | -------------------------------- | -------------------------------- | -------------------------------- | -------------------------------- |
| Afro Bros                        | El Gran Latido                   | Sampiling Dub                    | Los Auténticos Decadentes        | Los Cafres                       | Los Caligaris                    | Los Calzones Rotos               | La Mosca Tsé-Tsé                 | Los Pericos                      | Vicentico                        | Gondwana                         | Los Prisioneros                  |
| Movimiento Original              | Shamanes                         | Zona Ganjah                      | Ácido Pantera                    | Aterciopelados                   | Colectivo Dj Casa Babylon        | Irie Kingz                       | La sonora 100 Fuegos             | La 33                            | Los Petit Fellas                 | Monsieur Periné                  | Systema Solar                    |
| Al2 El Aldeano                   | Orishas                          | Green Valley                     | Los Toreros Muertos              | Morodo                           | Nach                             | Ska-P                            | Swan Fyahbwoy                    | Delinquent Habits                | Dub Inc                          | Mad Professor                    | Alborosie                        |
| Mellow Mood                      | Paolo Baldini Dubfiles           | Channel One Sound System         | Chi Ching Ching                  | Damian Marley                    | Demarco                          | Etana                            | Jah Cure                         | Ky-Mani Marley                   | Michael Rose                     | Shaggy                           | T.O.K.                           |
| Caifanes                         | Inspector                        | Maldita Vecindad                 | Desorden Público                 | Gabylonia                        | Los Amigos Invisibles            |                                  |                                  |                                  |                                  |                                  |                                  |

| JAMMING FESTIVAL 2018 | JAMMING FESTIVAL 2018   | JAMMING FESTIVAL 2018 |
| --------------------- | ----------------------- | --------------------- |
| Fidel Nadal           | Los Fabulosos Cadillacs | Movimiento Original   |
| 1280 Almas            | Orishas                 | Green Valley          |
| Stephen Marley        | Damian Marley           | Spice                 |
| Residente             |                         |                       |

| JAMMING FESTIVAL 2017 | JAMMING FESTIVAL 2017 | JAMMING FESTIVAL 2017 |
| --------------------- | --------------------- | --------------------- |
| Apache                | Gentleman             | Rupee                 |
| Los Cafres            | Gondwana              | Zona Ganjah           |
| Ras Jahonnan          | Systema Solar         | Jah Nattoh            |
| Morodo                | Admiral T             | Dub Inc               |
| Ce' Cile              | Charly Black          | Elephant Man          |
| Gyptian               | Demarco               | Inner Circle          |
| Ky-Mani Marley        | Panteón Rococó        | Cultura Profética     |
| Kevin Lyttle          |                       |                       |

| JAMMING FESTIVAL 2016 | JAMMING FESTIVAL 2016 | JAMMING FESTIVAL 2016 |
| --------------------- | --------------------- | --------------------- |
| Sean Paul             | Born Jamericans       | Alpha Blondy          |
| Dread Mar i           | Nach                  | Saian Supa Crew       |
| Al2 (Los Aldeanos)    | Todos Tus Muertos     | T.O.K                 |
| Papa Tank             | Kafu Banton           | Green Valley          |
| Alika                 | Mellow Mood           | Yaniss Odua           |
| Los Elefantes         | De bruces a mí        | Big Mancilla          |
| Stanley Jackson       | Diana Avella          | Reyes Of The Mic      |
| Dj Yeyo               | Dj Beltsazar          | Dj Huex               |
| Dj Fishbone           | Dj Pekeño             |                       |

| JAMMING FESTIVAL 2015 | JAMMING FESTIVAL 2015 | JAMMING FESTIVAL 2015 |
| --------------------- | --------------------- | --------------------- |
| Soja                  | Shaggy                | Cypress Hill          |
| Alborosie             | Ky-Mani Marley        | The Skatalites        |
| Morodo                | Protoje               | Green Valley          |
| Movimiento Original   | Collie Buddz          | Afaz Natural          |
| Little Pepe           | Jah Sun               | Flaco Flow y Melanina |
| Ras Jahonnan          | Dj Yeyo               | Dj Beltsazar          |
| Dj Fishbone           |                       |                       |

| JAMMING FESTIVAL 2014  | JAMMING FESTIVAL 2014     | JAMMING FESTIVAL 2014 |
| ---------------------- | ------------------------- | --------------------- |
| Beenie Man             | Los Auténticos Decadentes | Israel Vibration      |
| Seeed                  | Ras Kuko                  | Chulito Camacho       |
| Barbero 507 & El Racal | Ysabel Omega              | Jah Fabio             |
| Ziggi Recado           | Fidel Nadal               | Zona Ganjah           |
| Swan Fyahbwoy          | I-Nesta                   | Quique Neira          |
| Turbulence             | Million Stylez            | Mr. Vegas             |
| Lady Saw               | Totó La Momposina         | Bomba Estéreo         |
| Herencia de Timbiquí   | Magical beat              | Afaz Natural          |
| Lion Reggae            | Royal Rudes               | Kevin Flórez          |
| Kiño                   | Jahia Uncan               | Alkaman               |
| Crikmanjam             | Juanchito                 | Junior Sambo          |
| Zalama Crew            | Dj Yeyo                   | Dj Beltsazar          |
| Dj Fishbone            |                           |                       |

| JAMMING FESTIVAL 2013 | JAMMING FESTIVAL 2013  | JAMMING FESTIVAL 2013 |
| --------------------- | ---------------------- | --------------------- |
| Capleton              | Anthony B              | Tanya Stephens        |
| Cultura Profética     | Morodo                 | Panteón Rococó        |
| ChocQuibTown          | Bomba Estéreo          | De bruces a mí        |
| Hety And Zambo        | Flaco Flow y Melanina  | Black Talent          |
| Herbívoro             | Nyabinghi Sound System | Dj Yeyo               |
| Dj Huex               | Dj Beltsazar           | Dj Boggie Roc         |

| JAMMING FESTIVAL 2012 | JAMMING FESTIVAL 2012 | JAMMING FESTIVAL 2012 |
| --------------------- | --------------------- | --------------------- |
| Sizzla Kalonji        | Barrington Levy       | Los Cafres            |
| Gondwana              | Systema Solar         | Alerta Kamarada       |
| Profetas              | Los Elefantes         | Ras Jahonnan          |
| Dj Yeyo               | Dj Beltasazar         | Dj Boggie Roc         |